# ヴィム・ホフ
ヴィム・ホフ（Wim Hof、1959年4月20日 - ）は、様々な寒冷な環境に関わる記録をもち、「アイスマン (The Iceman)」の通称で知られるオランダ人。彼は、普通の人々よりも寒冷に耐えることができるようになるという「ヴィム・ホフ・メソッド (Wim Hof Method)」を開発した。彼の身体は、低温に耐える自然な能力をもち、褐色脂肪組織をより効率的に活性化させ、普通の人間より体温を高める能力が高いことが検証によって明らかになっている。

## 生い立ち
ホフは、アンドレ (André) とともに一卵性双生児で生まれた。カトリック教徒の家庭で9人きょうだいで育ち、兄ロブ・ホフはドキュメンタリー映像作家となっている。初級実務学校 (lagere technische school) に学び、彼自身の言によれば、12歳の時に、あらゆる種類の文化や言語への関心を抱き、また、仏教、ヒンドゥー教、インディアンやマサイ族の自然宗教など、様々な形の秘伝的な思想や宗教にも関心をもったという。
ホフによれば、既に自己統制に関心をもっていた17歳の時に、公園で冷水に1分間浸ってみたことから、氷や冷水への挑戦が始まり、やがて呼吸法を体得して、「無呼吸で5分から7分程度氷水に入れるようになった」という。

## エクストリームスポーツの取り組み
ホフによれば、アムステルダムやポーランドで生活する中で、極端な寒冷に耐えることができるようになり、いくつかの鍛錬法を身につけたという。2007年5月、記録を残す目的で、つま先が凍える状態で標高7400mに達した。ショーツとサンダルという格好で、エベレストの頂上を目指した。気温は氷点下25度から30度であった。ホフは、それまでにも9回、ギネス世界記録に申請していたが、この遠征では10回目の申請を出した。
ホフは、それ以前にも、雪山に急峻な岩壁を登るための道具や安全のための装備なしに素足で登っていた。1998年末には、北極点で、40cmの厚い氷の下で、水着だけでの寒中水泳をした。1999年3月には、北極海の海中を、水深50mまで潜水した。2000年2月には、フィンランドで、氷点下20度の気温の中、氷の下を潜水して100m泳ぐことに挑戦した。本人によれば、6分間以上息継ぎなしていられるという。2000年3月16日、ヴィム・ホフは、フィンランドのコラリ付近で厚い氷の層の下を、57.5m 泳いだ。
2007年1月26日には、フィンランドのオウルの近くで、北極圏内で気温が摂氏で氷点下20度から30度という中、素足でハーフマラソンを走った。完走した時には二度の凍傷を足に負っており、コラリの病院で処置を受けた。2時間16分34秒というタイムはギネス世界記録に認定された。この試みは、ディスカバリーチャンネルが番組『The Real Superhumans and the Quest for the Future Fantastic』のために撮影し、11月4日に放映された。2007年6月、ホフは、氷の中に居続ける世界記録を更新した。アウヴェハンス動物園のホッキョクグマ舎に用意された、キューブ状の氷で満たされたコンテナの中に顎まで浸かって70分35秒を過ごした。この記録は、2008年4月21日に、43歳の中国人ジントゥ・ワン (Jintu Wang) が北京で1時間半の記録を作り、破られた。
2009年はじめ、ホフはタンザニアで、ほとんど裸同然で氷点下15度のキリマンジャロの5,892mまで登って「世界記録」を達成した。2014年末にも、再びショーツ姿でキリマンジャロに登った。この時には、26人の同行者たちとともに登山開始から48時間以内に頂上に到達した。
2008年末には、もはや「遊園地の見世物 (kermisattractie)」にはなりたくないが、自身の技術を他者に伝えることを通して「人類に奉仕した (de mensheid wil dienen)」と述べた。しかし、2010年3月26日には、それ以前の姿勢に立ち戻り、キューブ氷のコンテナに1時間44分12秒に浸っていた。2010年7月には、この記録を自ら10秒更新したが、今回はエネルギー供給会社ヌオンの宣伝と連動する形での試みであった。この時の記録1時間44分22秒は、2011年1月1日に、地球温暖化への関心を喚起するためとして香港で行われたホフ自身の再挑戦で、1時間50分に更新された。2015年の時点でホフの記録は、1時間52分42秒とされ、のべ20件のギネス記録をもっているとされた。

## メソッド
ホフは、精神的な鍛錬によって人間は自分の神経系に影響を与えることができる、と考えている。彼は、自身の循環器に影響を与える技法を教える学校を設けている。彼のいう「ヴィム・ホフ・メソッド (Wim Hofmethode)」は、呼吸の技法と、徐々に寒冷な環境に順応することで自分の身体は低温への耐性が高まるという信念を結びつけたものである。彼はまた、チベットの瞑想技法であるツンモを取り入れており、彼自身の言によれば、「自らの意思と呼吸によって、神経系を通して熱を生み出す」助けとなるのだという。この実践によって、より多くの酸素が血流によって運ばれ、中枢神経系に作用するのだという。 ホフの考えでは、酸素が身体中に行き渡ることで、身体はアルカリ化するという。
2015年1月14日、ホフは、メソッドを学ぶ弟子たち18人とともに、ショートパンツ姿でのキリマンジャロへの集団登山を敢行した。
ホフの考えでは、このメソッドは、リウマチや糖尿病の患者の改善にも役立つものであり、また、広い意味での癒しの効果もあるとしている。彼は、それぞれの病気は、その原因が免疫系のバランスの乱れにあると考えており、病気の90%は治せるものだとしている。
呼吸法の鍛錬の中では、一種の過呼吸を起こして、短い間、意識を失うこともある。このような状態が水中で起こると、いわゆる浅水失神に陥り、命を落とすこともある。2016年5月と7月にアムステルダムの新聞『Het Parool』は、ヴィム・ホフ・メソッドの実践者から4人の死者が出ていると報じた。溺死者が出たことは、一部の例では検死報告書によっても確認された。遺族の中には、この鍛錬法が溺死と関係があると疑い、警鐘を鳴らす者もいる。ヴィム・ホフ自身は、鍛錬は安全な方法と場所を選んで行うべきだと述べている。

## 科学的検証
ホフについての科学的な検証は、複数の科学的な研究機関によって行われてきた。2014年の研究は、彼のメソッドが、特定の呼吸法によって免疫系に作用することを示したが、それはホフ自身が2011年の時点で考えた精神集中や瞑想によるものではないとされた。また、この研究では、ホフの身体が、低温に耐える自然な能力をもち、褐色脂肪組織をより効率的に活性化させ、普通の人間より体温を高める能力が高いことを明らかにした。
ホフによれば、2007年にはニューヨークのファインスタイン医学研究所が彼を検査し、さらにフィンランドのオウルにある低温生理学の研究所で、ジェット戦闘機のパイロットが経験する極端な低温の作用を検証しているオクサ (Oksa) 教授の指導の下でも検査を受けたという。それによれば、彼の耐寒性は、長年の鍛錬を経て極端になったものとされた。

### 免疫系への作用（2010年 - 2014年）
2010年以降、ホフは、ナイメーヘンのラドバウド大学の教育病院 である聖ラドバウド大学医療センターの研究者たちによって、どうしてこのようなパフォーマンスができるのか、研究されることとなった。ホフが氷風呂に使っている間、瞑想をしているときに、内毒素の働きに関する様々な検査が行われた。彼の身体は、平均より高いコルチゾールの値を示した。また、免疫反応は、通常より50%低く、炎症性タンパク質が少ないこともわかった。
ホフ自身は、精神集中と瞑想によって自分の自律神経系や免疫反応に作用を及ぼすことができると主張していたが、瞑想が自律神経系や免疫反応に作用を及ぼすという科学的証拠は見出されなかった。次いで研究者たちは、ホフが訓練した人々と、そうではない普通の人々の対照実験を提案した。ホフによって訓練を受けた12人が介入群（実験群）となり、訓練されていない12人を統制群として、真正細菌（バクテリア）である大腸菌に由来する内毒素の、血流中の状態が検査された。訓練を受けていた介入群の対象者は、呼吸技法の実践によって、生体組織への酸素の供給が抑えられ（低酸素症）、身体のアルカリ化（アルカローシス）の傾向が認められ、アドレナリンは、初めてバンジージャンプをする人の水準をさらに超える高い値となった。よく多く認められた炎症性タンパク質の中には、インターロイキン10 (IL-10) も含まれていた。介入群は、統制群に比べて、病気の兆候は少なかった。この実験結果は、訓練を受けた人々が免疫反応に何らかの作用を及ぼしている可能性を示唆するものであった。
フォルヘンス・ウーター・ファン・マルケン・リヒテンベルト (Volgens Wouter Van Marken Lichtenbelt) は、ヴィム・ホフ・メソッドが免疫系に作用することが、この結果によって「決定的に (onomstotelijk)」明らかになったとしたが、メソッドのどの要素が、どのように効果を及ぼしているのかは決定し難い、とした。また、呼吸技法が自律神経系に作用して、より多くのアドレナリンが出た可能性も考えられた。研究者である コックス (Kox) とピッカーズ (Pickkers) によると、深呼吸と長く息を止める行為を交互に繰り返すと、血液中の水素イオン指数 (pH) や酸素量に大きな変化が生じることは、既に以前から指摘されていたという。高い水準のアドレナリンが、免疫系の働きによって生じることも、既に知られていた。研究者であるピッカーズによれば、物理的なストレスは、心理とは無関係だという。科学ジャーナリストのマルセル・フルスパスは、実験によって明らかにされた免疫反応の低下は、ホフが病気に冒されにくいわけではないことを示している、と述べた。

### 褐色脂肪組織（2014年）
マーストリヒト大学で、その後に行われた研究によると、　ホフと一卵性双生児であるアンドレにも、同じように寒さへの耐性があることが明らかになった。アンドレは、ヴィム・ホフが編み出した耐寒訓練を受けていないが、呼吸技法は同じものを修得していた。研究者たちが明らかにしたところによれば、ふたりとも耐寒性をもっており、褐色脂肪組織をより効率的に活性化させ、普通の人間より体温を高める能力が高いが、褐色脂肪組織の量が多いわけではなかった。研究者ウーター・ファン・マルケン・リヒテンベルトは、褐色脂肪組織の存在と活性化について、「これこそが、鍛錬の有無などより肝要なことであるように思われる」と述べた。この研究からは、さらに、呼吸技法が熱の発生を高めているときには、呼吸の過程における、強力な、静態的筋収縮が生じていることが示唆された。また、筋収縮の際には、グルコースの増加が認められた。

## 批判
ホフは、その発言がしばしば批判の対象となってきた。彼は、リウマチや、多発性硬化症、あるいはがんの患者にも、このメソッドが有効かもしれないと主張している。研究者のピッカーズとコックスは、彼らの立場からすれば正当とはいえない、このような健康への効果を宣伝してはならないと警告した。ホフはまた、メディアに対して、検査の結果、彼の身体は真正細菌（バクテリア）を比較的速やかに除去する、あるいは、（メソッドを実践する）「12人に通常は5時間から8時間に渡り気分が悪くなるバクテリアを注射したが、全員が15分以内にその症状を抑えてしまった」などと、同様の発言をしているが、これは実際の検査の結果とは異なっていた。

## おもな著書
- Klimmen in stilte, 1998, ISBN 9789069634395
- De top bereiken is je angst overwinnen, 2000, ISBN 9789055991136
- Becoming the Iceman, 2011, ISBN 9781937600464